# Đinh Tử Lãng
Đinh Tử Lãng (tiếng Trung: 丁子朗, tiếng Anh: Karl Ting Tze Long; sinh ngày 30 tháng 6 năm 1997), nam dẫn chương trình và diễn viên Hồng Kông, từng là Á quân, Nam vương ăn ảnh nhất, Nam vương được yêu thích nhất hiện trường của "Cuộc thi Hoa vương Hồng Kông 2016". Hiện tại là diễn viên hợp đồng người quản lý TVB. Năm 2022, anh cùng La Thiên Vũ đoạt giải "Nam nghệ sĩ tiến bộ vượt bậc" tại "Lễ trao giải TVB 2021".

## Lý lịch sơ lược
Đinh Tử Lãng sinh ra ở Hồng Kông, 14 tuổi di dân đến Toronto Canada, trước đó từng theo học tại trường Tiểu học Bồi Kiều (Tốt nghiệp lớp 6 khóa 7 năm 2009) và trường Trung học Bồi Kiều (Lớp 9), 8 tuổi lúc một mình xem phim trong rạp đã hy vọng tương lai trở thành đạo diễn. Thời kỳ anh ấy theo học tại Trung học Phổ thông MarkVille thông qua các buổi biểu diễn trên sân khấu, phát hiện bản thân thích làm diễn viên hơn, cho nên bắt đầu lên kế hoạch gia nhập giới giải trí.

## Tác phẩm diễn xuất

### Phim truyền hình
| Phát sóng     | Kênh phát sóng      | Tên phim                       | Tên phim          | Vai diễn                      | Ghi chú    |
| ------------- | ------------------- | ------------------------------ | ----------------- | ----------------------------- | ---------- |
| 2018          | TVB Jade            | Tái sáng thế kỷ                | 再創世紀          | Cao Vĩnh Khiêm (A Q)          | Vai phụ    |
| 2018          | TVB Jade            | Hội đồng cứu vợ                | 救妻同學會        | Tiêu Hạo (Thanh niên) (tập 5) | Vai phụ    |
| 2018          | Youku, TVB Jade     | Phi hổ chi Tiềm hành cực chiến | 飛虎之潛行極戰    | Thủ hạ của Sói Đỏ (Tập 30)    | Quần chúng |
| 2018          | big big channel     | Ông chủ tôi không phải người   | 我老細唔係人      | Bobby (tập 2, 9 - 12, 15, 16) | Quần chúng |
| 2019          | TVB Jade            | Đối tác hôn nhân               | 婚姻合伙人        | Nhạc Tá Nhiên (tập 8)         | Vai phụ    |
| 2019          | TVB Jade            | Mái ấm gia đình 4              | 愛·回家之開心速遞 | Hiểu Minh (tập 614)           | Vai phụ    |
| 2019          | TVB Jade            | Giải quyết sư                  | 解決師            | Cao Hỷ Tuấn (Cao Tuấn)        | Vai phụ    |
| 2019          | Astro AOD, TVB Jade | Câu chuyện thời đại số         | 堅離地愛堅離地    | Ngô Hiểu Huy                  | Vai phụ    |
| 2020          | myTV Gold, TVB Jade | Bước qua ranh giới II          | 踩過界II          | Kha Vũ Lâm                    | Vai phụ    |
| 2020          | Youku, TVB Jade     | Phi phàm tam hiệp              | 非凡三俠          | Thủ hạ của Jackson            | Quần chúng |
| 2021          | TVB Jade            | Nghịch thiên kỳ án             | 逆天奇案          | Jose                          | Vai phụ    |
| 2021          | TVB Jade            | Thất công chúa                 | 七公主            | Tống Doãn Cơ                  | Vai phụ    |
| 2021          | TVB Jade            | Bả quan giả môn                | 把關者們          | Diệp Cạnh An (KO)             | Vai phụ    |
| 2021          | TVB Jade            | Ánh trăng mùng năm tháng mười  | 十月初五的月光    | A Thành                       | Vai phụ    |
| 2022          | TVB Jade            | Bản lĩnh tuổi trẻ              | 青春不要臉        | Tề Khinh Châu                 | Vai chính  |
| 2022          | TVB Jade            | Tòa nhà Kim Tiêu 2             | 金宵大廈2         | Cam Dật Hồng (A Cam)          | Vai phụ    |
| 2022          | TVB Jade            | Sàn đấu phái đẹp               | 美麗戰場          | Trình Dụ Tiến                 | Vai phụ    |
| 2022          | TVB Jade            | Nghèo học làm sang             | 下流上車族        | Cao Vinh (Going)              | Vai phụ    |
| 2022          | Youku, TVB Jade     | Bằng chứng thép V              | 法證先鋒V         | Phó Kiếm Thành                | Vai phụ    |
| 2022          | Youku, TVB Jade     | Phi hổ 3 Tráng chí anh hùng    | 飛虎3壯志英雄     | Cao Trung Thành               | Vai phụ    |
| 2023          | TVB Jade            | Pháp ngôn nhân                 | 法言人            | Hà Hạo Tuấn (Hogan)           | Vai phụ    |
| 2023          | TVB Jade            | Em không phải cô ấy            | 妳不是她          | Lâm Tín                       | Vai chính  |
| Chờ phát sóng | TVB Jade            | Điềm báo đoạt mệnh             | 奪命提示          | Phương Tử Siêu                | Vai phụ    |
| Chờ phát sóng | Youku               | Sự cứu rỗi của kẻ yêu thầm     | 暗戀者的救贖      |                               | Khách mời  |
| Đang quay     | TVB Jade            | Bản đồ khám phá Hồng Kông      | 香港探秘地圖      | Văn Bân                       | Vai phụ    |

### Điện ảnh ngắn
| Phát sóng | Kênh phát sóng | Tên điện ảnh          | Tên điện ảnh   | Vai diễn    |
| TVB       | TVB            | TVB                   | TVB            | TVB         |
| --------- | -------------- | --------------------- | -------------- | ----------- |
| 2017      | TVB E news     | Duyên đến là em       | 緣來是你       | Lam Văn Hạo |
| 8/5/2019  | TVB E news     | Làm mẹ không đơn giản | 呢個阿媽唔簡單 | A Lãng      |

### Điện ảnh
| Công chiếu | Tên điện ảnh               | Tên điện ảnh | Vai diễn                    |
| ---------- | -------------------------- | ------------ | --------------------------- |
| 15/2/2018  | Chàng rể tình địch của tôi | 我的情敵女婿 | Lương Hoa Sinh (Thanh niên) |

### Chương trình tống nghệ
| Phát sóng       | Tên chương trình                                                    | Tên chương trình                    | Vai trò                                                                                 |
| TVB             | TVB                                                                 | TVB                                 | TVB                                                                                     |
| --------------- | ------------------------------------------------------------------- | ----------------------------------- | --------------------------------------------------------------------------------------- |
| 2016            | Kỳ nghỉ hè Vạn Thiên Tinh Huy                                       | 萬千星輝放暑假                      | Khách mời diễn xuất cố định                                                             |
| 2016            | Ánh sao rực rỡ rọi Bảo Lương                                        | 星光熠熠耀保良                      | Khách mời diễn xuất cố định                                                             |
| 2016            | Chung kết Cuộc thi Hoa vương Hồng Kông năm 2016                     | 2016年度香港先生競選總決賽          | Thí sinh                                                                                |
| 2016            |                                                                     | 跳躍飛騰TVB邁向50周年               | Diễn xuất cố định                                                                       |
| 2016            | Khánh đài TVB                                                       | 萬千星輝賀台慶                      | Khách mời diễn xuất cố định                                                             |
| 2016            | Hoan Lạc Mãn Đông Hoa                                               | 歡樂滿東華                          |                                                                                         |
| 2016            | Tiệc tối ánh sao Giới thiệu chương trình TVB 2017                   | 2017 TVB節目巡禮星光晚宴            | Khách mời cố định                                                                       |
| 2017            | Lễ khai mạc hội thể thao toàn Hồng Kông lần thứ 6 cả thành sôi động | 全城躍動第六屆全港運動會開幕禮      | Khách mời diễn xuất cố định                                                             |
| 2017            | Big Big tiểu minh tinh                                              | Big Big小明星 2017                  | Khách mời diễn xuất cố định                                                             |
| 2017            |                                                                     | 群星拱照Big Big Channel             | Khách mời cố định                                                                       |
| 2017            | Bán kết Cuộc thi Hoa hậu Hồng Kông năm 2017                         | 2017年度香港小姐競選決賽            | Khách mời diễn xuất cố định                                                             |
| 2017            |                                                                     | 健康儲蓄銀行                        | Khách mời cố định                                                                       |
| 2017            |                                                                     | big big channel 失驚無神賀中秋      | Khách mời diễn xuất cố định                                                             |
| 2017            |                                                                     | 嶺南大學博雅教育新體驗              | Diễn xuất cố định (diễn vai Karl)                                                       |
| 2017            | Giới thiệu chương trình 2018                                        | TVB金禧晚宴暨2018節目巡禮           | Khách mời cố định                                                                       |
| 2017            | Khánh đài TVB                                                       | 萬千星輝賀台慶                      | Khách mời diễn xuất cố định                                                             |
| 2018            | Lễ trao giải Sợ hết hồn big big channel                             | big big channel 失驚無神頒獎典禮    | Khách mời cố định                                                                       |
| 2018            | Cuộc thi Hoa hậu người Hoa Quốc tế                                  | 國際中華小姐競選                    | Thành viên ban giám khảo cố định                                                        |
| 2018            |                                                                     | 大玩特玩                            | Diễn xuất cố định                                                                       |
| 2018            |                                                                     | big big channel大公司周年慶         | Khách mời cố định                                                                       |
| 2018            | Cuộc thi Hoa hậu Hồng Kông năm 2018                                 | 2018年度香港小姐競選                | Thành viên ban giám khảo cấp sao cố định                                                |
| 2018            |                                                                     | 善心滿載仁愛堂                      | Khách mời diễn xuất cố định                                                             |
| 2018            | Giới trẻ mừng Trung thu Sợ hết hồn                                  | #後生仔失驚無神賀中秋               | Khách mời diễn xuất cố định                                                             |
| 2018            | Kỷ niệm TVB 50+1 lại xuất phát                                      | TVB 50+1周年再出發                  | Khách mời cố định                                                                       |
| 2018            | Giới thiệu chương trình TVB 50+1 lại xuất phát 2019                 | TVB 50+1再出發節目巡禮2019          | Khách mời cố định                                                                       |
| 2018            | Khánh đài TVB                                                       | 萬千星輝賀台慶                      | Khách mời diễn xuất cố định                                                             |
| 2019            |                                                                     | 阿爺賀歲攻略                        | Diễn xuất cố định                                                                       |
| 2019            | 富貴金豬賀肥年                                                      |                                     | Diễn xuất cố định                                                                       |
| 2019            |                                                                     | 流行都市之安宋豬年冇時停            | Khách mời cố định                                                                       |
| 2019            | Cuộc thi Hoa hậu người Hoa Quốc tế 2019                             | 2019國際中華小姐競選                | Thành viên ban giám khảo cố định                                                        |
| 2019            | Lễ khai mạc hội thể thao toàn Hồng Kông lần thứ 7                   | 第七屆全港運動會開幕典禮            | Khách mời diễn xuất cố định                                                             |
| 2019            | Ngu lạc đại gia                                                     | 娛樂大家                            | Khách mời tập 8 phần 1 Một thành viên của Gia tộc Giải trí phần 1, 2 (từ tập 13 phần 1) |
| 2020            | Ngu lạc đại gia 10 giờ rưỡi                                         | 娛樂大家10點半                      | Diễn cuất cố định (một thành viên của Gia tộc Giải trí)                                 |
| 2020            | Tương lai của chúng ta                                              | 我們的未來                          | Diễn xuất cố định                                                                       |
| 2020            | Think Big thiên địa                                                 | Think Big天地                       | Diễn xuất cố định (khâu "Think Big chiến sức não")                                      |
| 2020            |                                                                     | 網購攻略＋big big shop感謝祭        | Diễn xuất cố định                                                                       |
| 2020            | Tôi và Hoa hậu Hong Kong có buổi hẹn hò                             | 我和港姐有個約會                    | Diễn xuất cố định                                                                       |
| 2020            | Đại chiến Xung thượng vân tiêu                                      | 衝上雲霄大選                        | Diễn xuất cố định                                                                       |
| 2021            | Lễ trao giải TVB 2020                                               | 萬千星輝頒獎典禮2020                | Khách mời trao giải                                                                     |
| 2021            |                                                                     | 送鼠迎牛開運王                      | Diễn xuất cố định                                                                       |
| 2021            | Nhận thức hàng hóa                                                  | 識貨                                | Diễn xuất cố định                                                                       |
| 2021            | Phòng chống ma túy                                                  | 禁毒全接觸                          | Diễn xuất cố định                                                                       |
| 2021            | Toàn thành đón Olympic                                              | 全城迎奧運                          | Diễn xuất cố định                                                                       |
| 2021            | Đấu thăng cấp We Miss Hong Kong STAY-cation                         | We Miss Hong Kong STAY-cation晉級賽 | Diễn xuất cố định                                                                       |
| 2021            | Thanh cấp học đường                                                 | 聲級學堂                            | Diễn xuất cố định                                                                       |
| Big big channel |                                                                     |                                     |                                                                                         |
| 2017            | Cuộc thi Vua chim sẻ minh tinh                                      | 明星麻雀王大賽                      | Diễn xuất cố định                                                                       |
| 2017            | Cuộc thi thử thách nhanh làm tóc nam Hong Kong                      | 港男髮速挑戰賽                      | Diễn xuất cố định                                                                       |
| 2018            | Tim đập POKER                                                       | 心跳 POKER                          | Diễn xuất cố định                                                                       |
| 2018            | Thử thách trang điểm                                                | 化妝大挑戰                          | Diễn xuất cố định                                                                       |
| 2018            | Cuộc thi Tim đập POKER minh tinh lần thứ nhất                       | 第一屆明星心跳POKER大賽             | Diễn xuất cố định                                                                       |

### Dẫn chương trình (TVB)
| Phát sóng   | Tên chương trình                                        | Tên chương trình                    | Ghi chú |
| ----------- | ------------------------------------------------------- | ----------------------------------- | ------- |
| 2016        | Khánh đài TVB                                           | 萬千星輝賀台慶                      |         |
| 2017        | Đêm từ thiện Tinh Huy Nhân Tề                           | 慈善星輝仁濟夜                      |         |
| 2017        | 雞年唱旺報新春                                          |                                     |         |
| 2017        | 博愛歡樂傳萬家                                          |                                     |         |
| 2017        | 歎得好健康                                              |                                     |         |
| 2017        | 兒童青少年粵劇折子戲大賽                                |                                     |         |
| 2017        | Chơi quanh Hong Kong ngày lẫn đêm                       | 玩轉香港日與夜                      | Tập 13  |
| 2017        | Minh Ái viện vạn tâm                                    | 明愛暖萬心                          |         |
| 2017        | 慶祝香港特別行政區成立二十周年煙花匯演                  |                                     |         |
| 2017        | 第十屆香港體育舞蹈節 － WDSF世界體育舞蹈大獎賽 香港2017 |                                     |         |
| 2018 - 2019 | Lưu hành kỳ này                                         | 今期流行                            |         |
| 2018        | Đêm từ thiện Tinh Huy Nhân Tề                           | 慈善星輝仁濟夜                      |         |
| 2018        | 新春開運迎豐年                                          |                                     |         |
| 2018        | 行行惜環境                                              |                                     |         |
| 2018        | Đoàn du lịch Sâm Mỹ                                     | 森美旅行團                          | Phần 2  |
| 2018        | Mọi người cùng nhau xem Countdown                       | 萬眾同心齊Countdown                 |         |
| 2019        |                                                         | 2019國泰航空新春國際匯演之夜        |         |
| 2019        | Trung niên vui vẻ                                       | 快樂中年                            |         |
| 2019        | 全城撐·港運會                                           |                                     |         |
| 2019        | Minh Ái viện vạn tâm                                    | 明愛暖萬心                          |         |
| 2019        | 12 cái mùa hè                                           | 12個夏天                            |         |
| 2019        | Khoa khoa khoa thế đại                                  | 跨跨跨世代                          |         |
| 2019        | Concert Hát hay Hong Kong                               | 香港唱好演唱會                      |         |
| 2019        | 善心滿載仁愛堂2019                                      |                                     |         |
| 2019        | Đoàn du lịch Sâm Mỹ                                     | 森美旅行團                          |         |
| 2019        | Trân trọng Hong Kong gửi đi giải trí TVB 52             | 珍惜香港 發放娛樂 TVB 52年          |         |
| 2020        | Đêm từ thiện Tinh Huy Nhân Tề                           | 慈善星輝仁濟夜                      |         |
| 2020        | Lễ trao giải TVB 2019                                   | 萬千星輝頒獎典禮2019                |         |
| 2020        | Lễ trao giải Né nhanh mạng TVB 2019                     | 萬千星輝網絡快閃頒獎典禮2019        |         |
| 2020        | Ánh sao rực rỡ rọi Bảo Lương                            | 星光熠熠耀保良                      |         |
| 2020        | Chửa lành·Bạn và tôi                                    | 復康·你與我                         |         |
| 2020        | 禁毒多面睇                                              |                                     |         |
| 2020        | Ánh sao rực rỡ rọi Bảo Lương                            | 星光熠熠耀保良                      |         |
| 2020        | Khánh đài TVB                                           | 萬千星輝賀台慶                      |         |
| 2021        |                                                         | 金牛獻瑞賀新禧                      |         |
| 2021        | 邁向零碳生活                                            |                                     |         |
| 2021        | Thế vận hội Mùa hè 2020                                 | 2020東京奧運                        |         |
| 2021        | Bán kết cuộc thi Hoa hậu Hồng Kông We Miss Hong Kong    | We Miss Hong Kong香港小姐競選準決賽 |         |
| 2021        | Nhi ca kim khúc SUMMERFEST                              | 兒歌金曲SUMMERFEST                  |         |
| 2021        | Chung kết cuộc thi Hoa hậu Hồng Kông 2021               | 2021香港小姐競選決賽                |         |
| 2021        | Triễn lãm chương trình Expo TVB 2022                    | TVB攜手創無限節目博覽2022           |         |

### Quảng cáo
| Năm  | Nội dung                                                                                        |
| ---- | ----------------------------------------------------------------------------------------------- |
| 2020 | MTR "Nhận thức·Tuyến Đồn Mã"                                                                    |
| 2020 | MTR "Hoạt tại·Tuyến Đồn Mã"                                                                     |
| 2020 | MTR "Lễ nghiệm·Tuyến Đồn Mã"                                                                    |
| 2020 | MTR "Chờ đợi·Tuyến Đồn Mã"                                                                      |
| 2020 | Công ty yến mạch Quaker "Sâm Mỹ × Đinh Tử Lãng Bắt nguồn từ trái tim dữ dội, dựa cả vào Beta-Q" |
| 2020 | UA亞洲聯合財務「『YES UA』手機 APP - 一 Click 即借 貸款極速手機辦妥篇」                         |
| 2020 | MTR "Sắp xếp mới chờ xe Tuyến Đông Thiết"                                                       |

## Giải thưởng và đề cử
| Năm  | Đơn vị phát thưởng                                | Giải thưởng                                  | Tác phẩm | Kết quả                                       |
| ---- | ------------------------------------------------- | -------------------------------------------- | --- | --------------------------------------------- |
| 2016 | Cuộc thi Hoa vương Hồng Kông 2016                 | Á quân                                       | — | Đoạt giải                                     |
| 2016 | Cuộc thi Hoa vương Hồng Kông 2016                 | Hoa vương ăn ảnh nhất                        | — | Đoạt giải                                     |
| 2016 | Cuộc thi Hoa vương Hồng Kông 2016                 | Hoa vương được yêu thích nhất hiện trường    | — | Đoạt giải                                     |
| 2018 | Lễ trao giải TVB 2018                             | Nam nghệ sĩ tiến bộ vượt bậc                 | Tái sáng thế kỷ, Đêm từ thiện Tinh Huy Nhân Tề, Big Big Beauty, Đoàn du lịch Sâm Mỹ                              | Đề cử                                         |
| 2018 | Lễ trao giải TVB 2018                             | Nam phụ xuất sắc nhất                        | Tái sáng thế kỷ (Cao Vĩnh Khiêm)                                                                                 | Đề cử                                         |
| 2018 | Lễ trao giải TVB 2018                             | Người dẫn chương trình xuất sắc nhất         | Đoàn du lịch Sâm Mỹ                                                                                              | Đề cử cùng Sâm Mỹ, Mạch Mỹ Ân và Ngô Nhược Hy |
| 2018 | Giải thưởng truyền hình Hồng Kông 2018            | Giải người mới                               | | Đề cử                                         |
| 2018 | Giải thưởng truyền hình Hồng Kông 2018            | Giải người dẫn chương trình                  | | Đề cử cùng Sâm Mỹ, Mạch Mỹ Ân và Ngô Nhược Hy |
| 2020 | Lễ trao giải TVB 2019                             | Nam nghệ sĩ tiến bộ vượt bậc                 | Giải quyết sư, Trung niên vui vẻ, 12 mùa hè, Đoàn du lịch Sâm Mỹ, Ngu lạc đại gia                                | Đề cử (Top 2)                                 |
| 2020 | Lễ trao giải TVB 2019                             | Người dẫn chương trình xuất sắc nhất         | Đoàn du lịch Sâm Mỹ                                                                                              | Đề cử cùng Sâm Mỹ, Mạch Mỹ Ân và Ngô Nhược Hy |
| 2021 | Lễ trao giải TVB 2020                             | Nam nghệ sĩ tiến bộ vượt bậc                 | Bước qua ranh giới II, Ngu lạc đại gia, Lễ trao giải TVB                                                         | Đề cử (Top 5)                                 |
| 2022 | Lễ trao giải TVB 2021                             | Nam nghệ sĩ tiến bộ vượt bậc                 | Thất công chúa, Bả quan giả môn, Children's Song Summerfest, Cuộc thi Hoa hậu Hong Kong 2021                     | Đoạt giải                                     |
| 2022 | Lễ trao giải TVB 2021                             | Nam phụ xuất sắc nhất                        | Nghịch thiên kỳ án (Jose)                                                                                        | Đề cử (Top 10)                                |
| 2022 | Lễ trao giải TVB 2021                             | Nam phụ xuất sắc nhất                        | Thất công chúa (Tống Doãn Cơ)                                                                                    | Đề cử                                         |
| 2022 | Lễ trao giải TVB 2021                             | Nam nhân vật truyền hình được yêu thích nhất | Tống Doãn Cơ (Thất công chúa)                                                                                    | Đề cử                                         |
| 2022 | Lễ trao giải TVB 2021                             | Nam nhân vật truyền hình được yêu thích nhất | Diệp Cạnh An (Bả quan giả môn)                                                                                   | Đề cử                                         |
| 2022 | Lễ trao giải TVB 2021                             | Nam dẫn chương trình xuất sắc nhất           | Cuộc thi Hoa hậu Hong Kong 2021                                                                                  | Đề cử (Top 10)                                |
| 2022 | Lễ trao giải TVB 2021                             | Bạn diễn truyền hình được yêu thích nhất     | Bả quan giả môn                                                                                                  | Đề cử cùng Lưu Dĩnh Tuyền và Khổng Đức Hiền   |
| 2022 | Giải thưởng truyền hình người xem ở dân gian 2021 | Nam nghệ sĩ tiến bộ vượt bậc do dân bầu chọn | Nghịch thiên kỳ án, Thất công chúa, Bả quan giả môn, Children's Song Summerfest, Cuộc thi Hoa hậu Hong Kong 2021 | Đề cử (Top 10)                                |